# Людиново I
Людиново-1 — железнодорожная станция в городе Людиново Калужской области. Направления на Брянск, Фаянсовую.
Регулярное пригородное сообщение дизель-поездами осуществляется во всех направлениях.
Станция расположена в юго-западной части города. К западу от станции находится начало Железнодорожной улицы.
Станция Людиново-1 обеспечивает обслуживание всех промышленных предприятий города.